# Geologický park na VŠB – Technická univerzita Ostrava
Geologický park na VŠB – Technická univerzita Ostrava, nazývaný také Geopark na VŠB – Technická univerzita Ostrava, je venkovní geologická expozice před Geologickým pavilonem prof. F. Pošepného na VŠB – Technické univerzitě Ostrava v městském obvodu Ostrava-Poruba města Ostrava. Geograficky se geologický park nachází v nížině Ostravská pánev, Moravskoslezském kraji a Horním Slezsku.

## Historie a popis
Geologický park, který vlastní VŠB – Technická univerzita Ostrava, byl postaven v roce 2016. Svým vznikem vhodně rozšířil a doplnil rozsáhlé geologické sbírky Geologického pavilonu prof. Františka Pošepného. Expozice obsahuje 38 velkoobjemových reprezentativních vzorků lokálních hornin. Exponáty dobře dokumentují vybrané horninové typy a geologickou a geomorfologickou stavbu oblasti místních částí regionu severní Moravy a Horního Slezska. Jsou zde vystaveny různé horniny z obou geologických jednotek České republiky, které svou rozlohou přesahují plochu Česka. Konkrétněji z Českého masivu (místní oblast moravskoslezská, tj. Moravosilezikum) a Karpat (tj. místní oblasti Západních Karpat). Geologický park také představuje několik příkladů geologických jevů, kterými jsou krasovění, vrásy, bludné balvany, fosilizace atd. U každého exponátu jsou vhodně umístěny informační tabule se základními údaji o typu, stáří a původu horniny. Další doplňující informace o geologické stavbě, lokalitách apod. jsou na větších informačních panelech. Místo je celoročně volně přístupné.

## Galerie

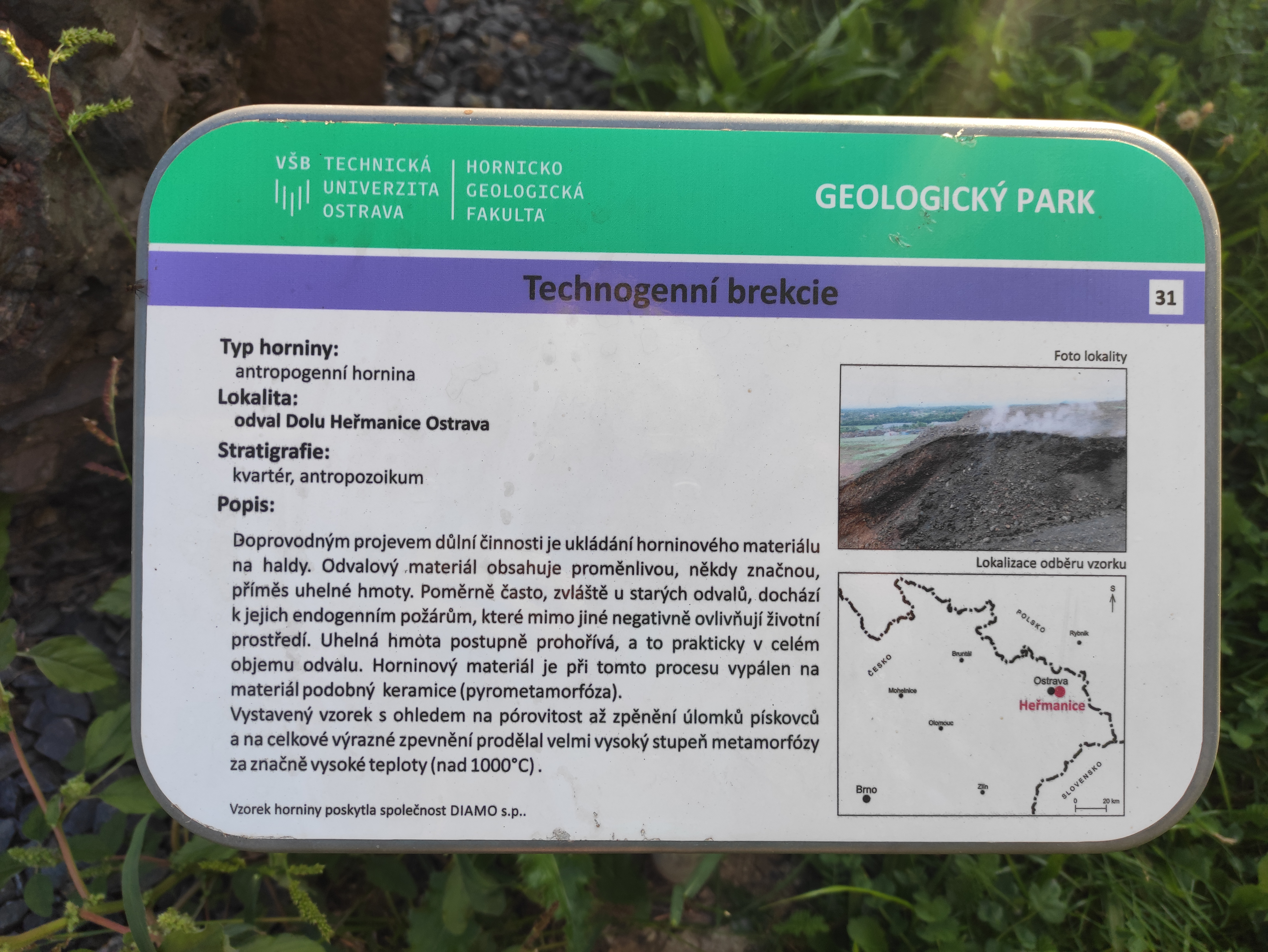
Informační panel (technogenní brekcie)
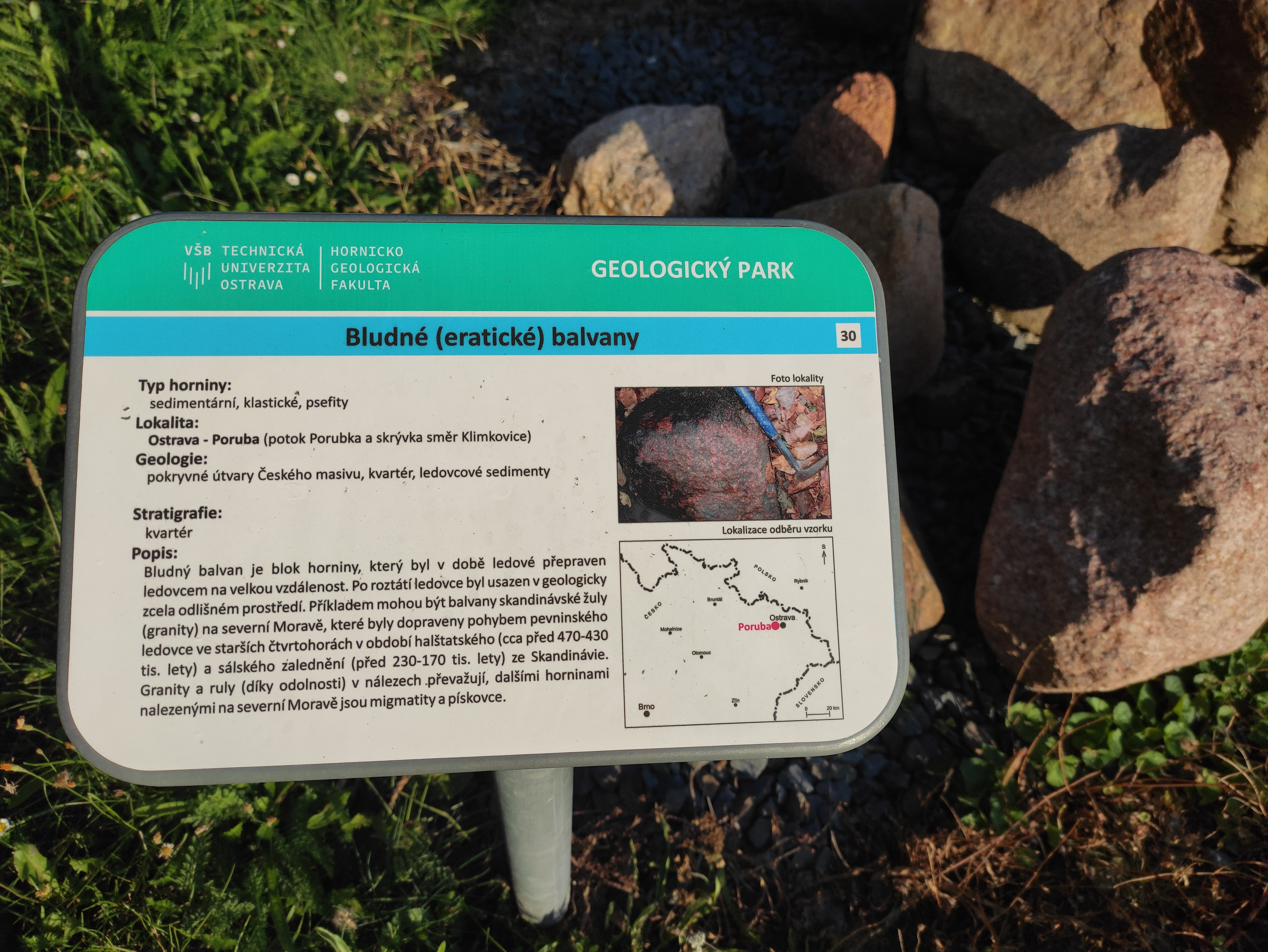
Informační panel (bludné balvany)
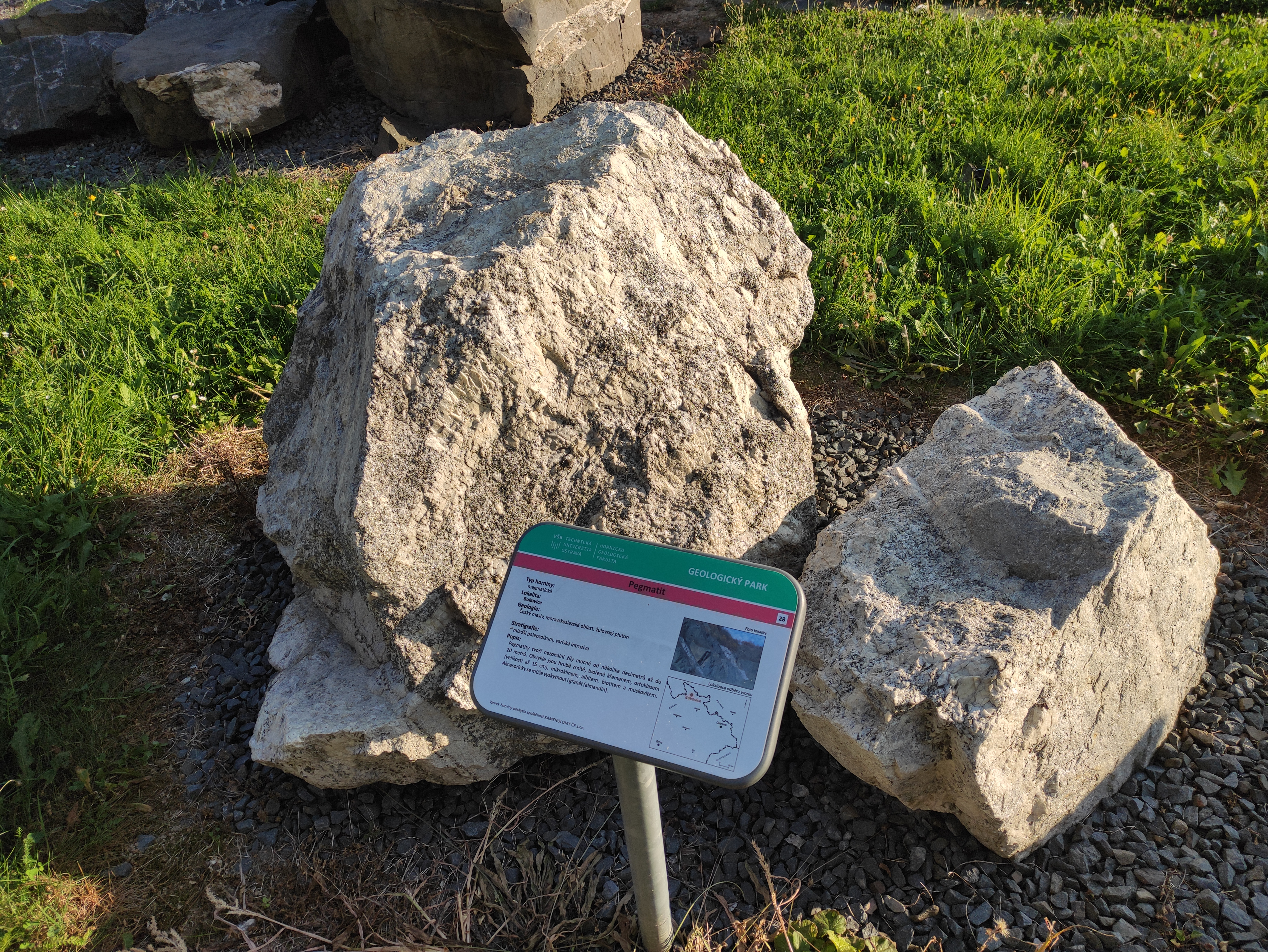
Pegmatit